# Loscouët-sur-Meu
Loscouët-sur-Meu ([lɔskwɛt syʁ mø], localement [lokwe]) est une commune française située dans le département des Côtes-d'Armor, en région Bretagne. Avant 1790 et la création des départements, la paroisse faisait partie de l'évêché de Saint-Malo.

## Géographie
|          | Plumaugat            |                                     |
| Trémorel | Loscouët-sur-Meu     | Saint-Méen-le-Grand Ille-et-Vilaine |
| Illifaut | Gaël Ille-et-Vilaine |                                     |

### Hydrographie
Pour un article plus général, voir Réseau hydrographique des Côtes-d'Armor.
La commune est située dans le bassin Loire-Bretagne. Elle est drainée par le Meu, le Garun, le Gréhédan et le Bourien,,.
Le Meu, d'une longueur de 84 km, prend sa source dans la commune de Saint-Vran et se jette  dans un bras de la Vilaine à Chavagne, après avoir traversé 21 communes. 
Le Garun, d'une longueur de 30 km, prend sa source dans la commune  et se jette  dans le Meu à Montfort-sur-Meu, après avoir traversé onze communes. 
Le Gréhédan, d'une longueur de 12 km, prend sa source dans la commune de Merdrignac et se jette  dans le Meu à Gaël, après avoir traversé cinq communes. 
Un plan d'eau complète le réseau hydrographique : l'étang de Loscouët (21,24 ha),.

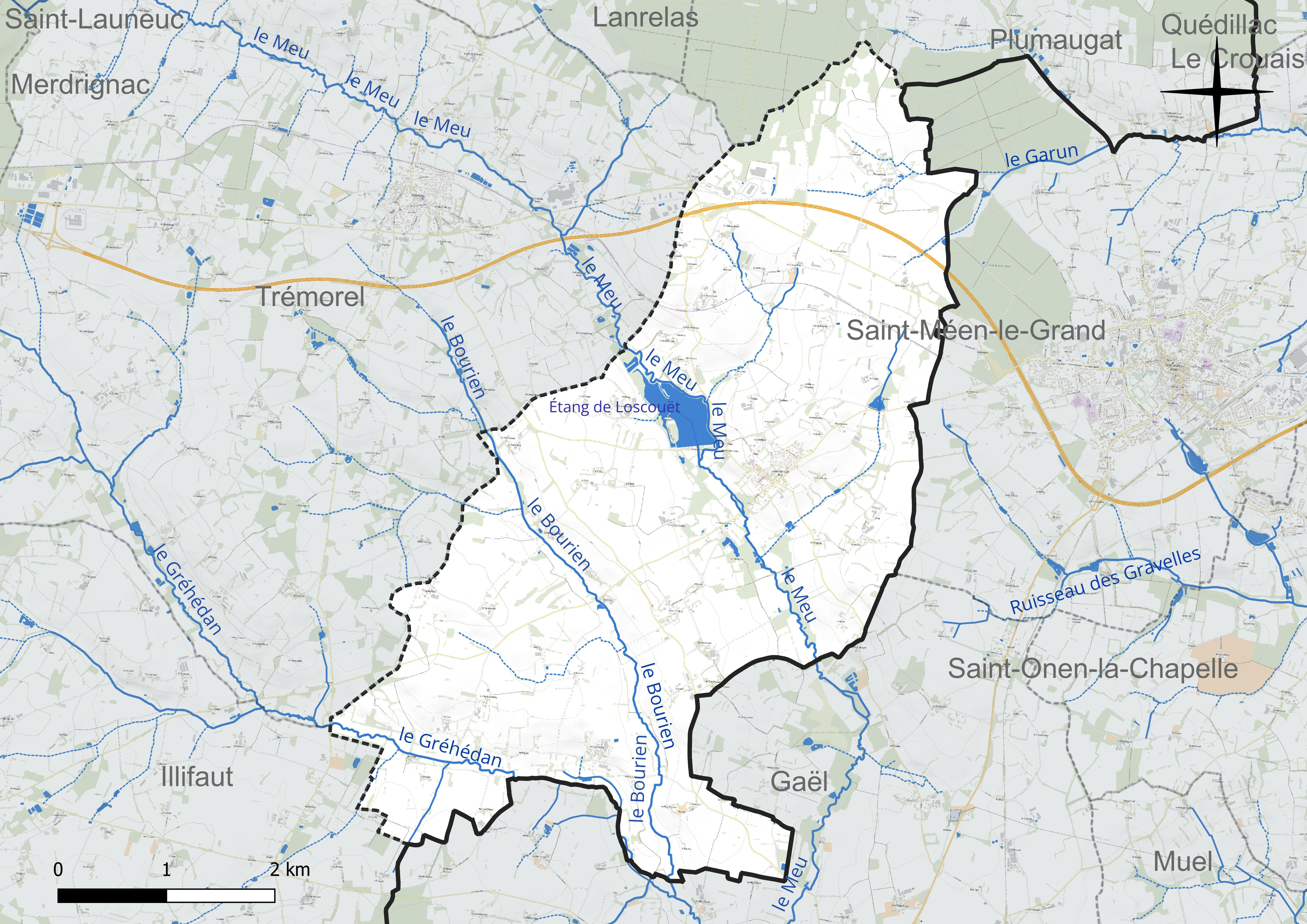
Réseau hydrographique de Loscouët-sur-Meu.

### Climat
Pour des articles plus généraux, voir Climat de la Bretagne et Climat des Côtes-d'Armor.
En 2010, le climat de la commune est de type climat océanique franc, selon une étude du CNRS s'appuyant sur une série de données couvrant la période 1971-2000. En 2020, Météo-France publie une typologie des climats de la France métropolitaine dans laquelle la commune est exposée à un climat océanique et est dans la région climatique  Bretagne orientale et méridionale, Pays nantais, Vendée, caractérisée par une faible pluviométrie en été et une bonne insolation. Parallèlement l'observatoire de l'environnement en Bretagne publie en 2020 un zonage climatique de la région Bretagne, s'appuyant sur des données de Météo-France de 2009. La commune est, selon ce zonage, dans la zone « Intérieur Est », avec des hivers frais, des étés chauds et des pluies modérées).  
Pour la période 1971-2000, la température annuelle moyenne est de 11,4 °C, avec une amplitude thermique annuelle de 12,2 °C. Le cumul annuel moyen de précipitations est de 749 mm, avec 12,6 jours de précipitations en janvier et 6,4 jours en juillet. Pour la période 1991-2020, la température moyenne annuelle observée sur la station météorologique la plus proche, située sur la commune de Merdrignac à 13 km à vol d'oiseau, est de 11,7 °C et le cumul annuel moyen de précipitations est de 905,0 mm,. Pour l'avenir, les paramètres climatiques de la commune estimés pour 2050 selon différents scénarios d'émission de gaz à effet de serre sont consultables sur un site dédié publié par Météo-France en novembre 2022.

## Urbanisme

### Typologie
Au 1er janvier 2024, Loscouët-sur-Meu est catégorisée commune rurale à habitat très dispersé, selon la nouvelle grille communale de densité à 7 niveaux définie par l'Insee en 2022.
Elle est située hors unité urbaine. Par ailleurs la commune fait partie de l'aire d'attraction de Saint-Méen-le-Grand, dont elle est une commune de la couronne,. Cette aire, qui regroupe 4 communes, est catégorisée dans les aires de moins de 50 000 habitants,.

### Occupation des sols
L'occupation des sols de la commune, telle qu'elle ressort de la base de données européenne d’occupation biophysique des sols Corine Land Cover (CLC), est marquée par l'importance des territoires agricoles (96,1 % en 2018), en diminution par rapport à 1990 (97,4 %). La répartition détaillée en 2018 est la suivante : 
terres arables (64,2 %), prairies (18,6 %), zones agricoles hétérogènes (13,3 %), forêts (1,5 %), zones industrielles ou commerciales et réseaux de communication (1,2 %), eaux continentales (1,1 %). L'évolution de l’occupation des sols de la commune et de ses infrastructures peut être observée sur les différentes représentations cartographiques du territoire : la carte de Cassini (XVIIIe siècle), la carte d'état-major (1820-1866) et les cartes ou photos aériennes de l'IGN pour la période actuelle (1950 à aujourd'hui).

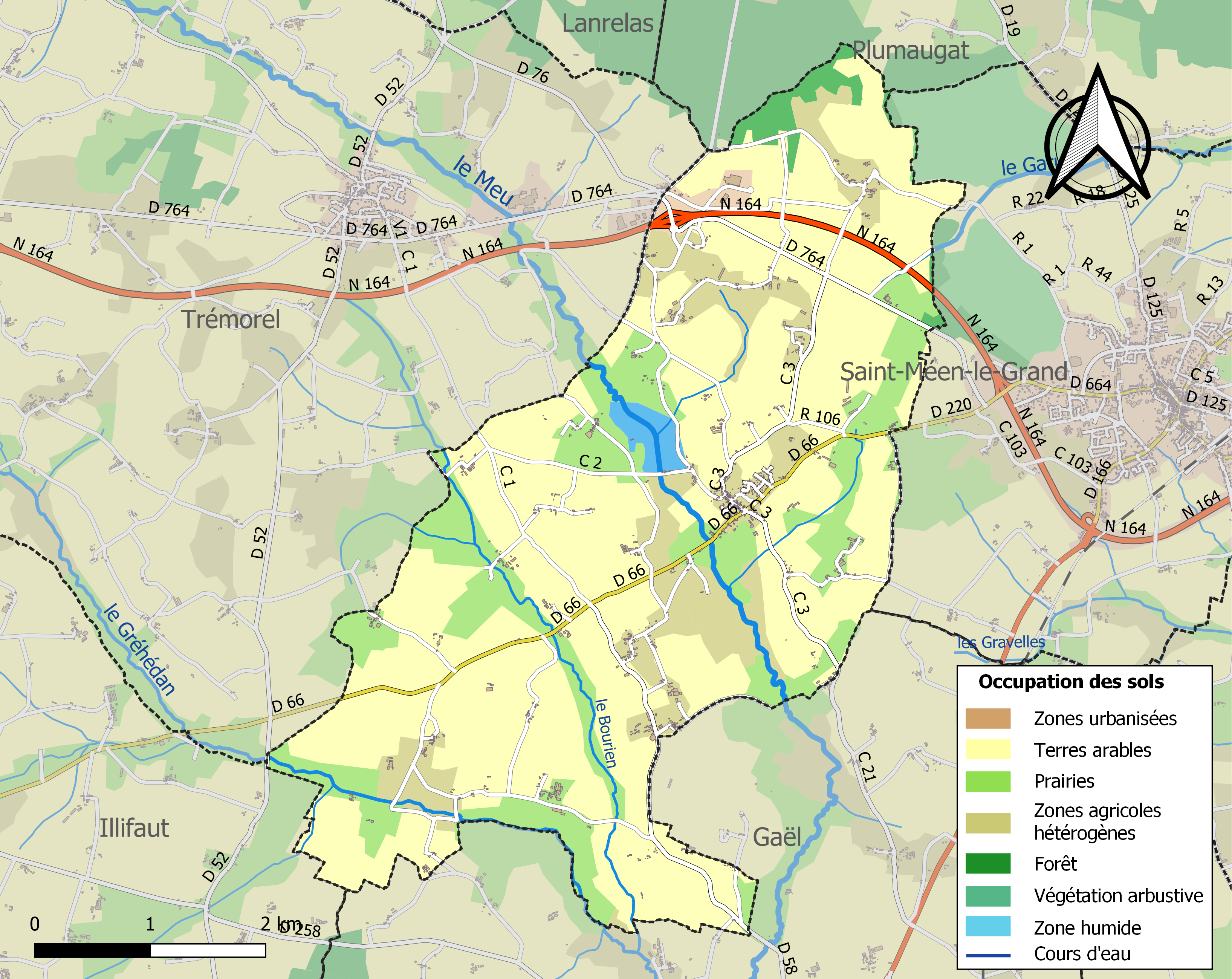
Carte des infrastructures et de l'occupation des sols de la commune en 2018 (CLC).

## Toponymie
Le nom de la localité est attesté sous les formes Parrochia dou Losquoit et Laucoet en 1427, Locoet en 1490, Lancouet en 1630, Le Loscouet en 1679.
Loscouët-sur-Meu vient du breton lost (extrémité, queue) et koet (bois), « extrémité du bois ».
Lôcoué en gallo.
L'Office public de la langue bretonne propose la forme bretonne Loskoed-ar-Mozon pour la commune.

## Histoire

### LeXXesiècle

#### Les guerres duXXesiècle
Le monument aux Morts porte les noms de 56 soldats morts pour la Patrie :
- 47 sont morts durant la Première Guerre mondiale.
- 8 sont morts durant la Seconde Guerre mondiale.
- 1 est mort durant la Guerre d'Indochine.

## Politique et administration
| Période                                  | Période        | Identité                    | Étiquette | Qualité                               |
| ---------------------------------------- | -------------- | --------------------------- | --------- | ------------------------------------- |
| Les données manquantes sont à compléter. |                |                             |           |                                       |
| octobre 1947                             | après 1965     | Pierre Pertel               |           |                                       |
| janvier 1966                             | mars 1971      | Jean-Baptiste de Saint-Jean |           |                                       |
| mars 1971                                | mars 1977      | Antoine Perrault            |           | Cultivateur                           |
| mars 1977                                | mars 2008      | Henri Coché                 | DVD       | Agriculteur retraité, maire honoraire |
| mars 2008                                | 28 mars 2014   | Christian Ollivier          |           | Retraité                              |
| 28 mars 2014                             | 5 juillet 2020 | Guy Perrault                | DVD       | Agriculteur retraité                  |
| 5 juillet 2020                           | En cours       | Marcel Pichot               |           | Retraité                              |

## Démographie
| 1793  | 1800  | 1806 | 1821  | 1831  | 1836  | 1841  | 1846  | 1851  |
| ----- | ----- | ---- | ----- | ----- | ----- | ----- | ----- | ----- |
| 1 024 | 1 065 | 959  | 1 048 | 1 082 | 1 108 | 1 057 | 1 110 | 1 111 |

| 1856  | 1861  | 1866  | 1872  | 1876  | 1881  | 1886  | 1891  | 1896  |
| ----- | ----- | ----- | ----- | ----- | ----- | ----- | ----- | ----- |
| 1 175 | 1 144 | 1 068 | 1 063 | 1 110 | 1 166 | 1 215 | 1 217 | 1 206 |

| 1901  | 1906  | 1911  | 1921  | 1926 | 1931 | 1936 | 1946 | 1954 |
| ----- | ----- | ----- | ----- | ---- | ---- | ---- | ---- | ---- |
| 1 190 | 1 200 | 1 200 | 1 123 | 986  | 993  | 904  | 924  | 874  |

| 1962 | 1968 | 1975 | 1982 | 1990 | 1999 | 2006 | 2008 | 2013 |
| ---- | ---- | ---- | ---- | ---- | ---- | ---- | ---- | ---- |
| 814  | 700  | 653  | 622  | 631  | 603  | 642  | 654  | 641  |

| 2018 | 2022 | - | - | - | - | - | - | - |
| ---- | ---- | - | - | - | - | - | - | - |
| 621  | 644  | - | - | - | - | - | - | - |

## Lieux et monuments
- L'église paroissiale Saint-Lunaire édifiée par Arthur Regnault.